# Roger Piel
Roger Mauricec Piel (* 28. Juni 1921 in Paris; † 17. August 2002 ebenda) war ein französischer Radrennfahrer und nationaler Meister im Radsport.

## Sportliche Laufbahn
Piel war vor allem als Bahnradsportler erfolgreich. 1946 wurde er Vize-Weltmeister in der Einerverfolgung der Profis. Die nationale Meisterschaft in der Einerverfolgung gewann er 1946 vor André Blanchet sowie 1949 und 1950 vor Roger Le Nizerhy. 1951 wurde er Vize-Meister.
Er war auch im Straßenradsport erfolgreich. Als Amateur siegte er 1938 in der Trophée des Espoirs sowie 1942 und 1943 im Critérium des As amateurs. 1943 wurde er Dritter der nationalen Meisterschaft im Straßenrennen.
1944 wurde er Berufsfahrer im Radsportteam Europe-Dunlop und blieb bis 1954 aktiv. 1944 siegte er im Critérium national vor Louis Thiétard. 1951 gewann er eine Etappe im Circuit de la Côte d’Or und schied bei seiner einzigen Teilnahme in der Tour de France aus.